# أنطونيا زاريت
أنطونيا زاريت (بالإسبانية: Antonia Zárate) هي ممثلة إسبانية، ولدت في 26 أبريل 1775 في برشلونة في إسبانيا، وتوفي بنفس المكان في 4 مارس 1811 بسبب سل.